# Ubius hilli
Ubius hilli is een eenoogkreeftjessoort. De wetenschappelijke naam van de soort is voor het eerst geldig gepubliceerd in 1913 door Kesteven.